# Mathias Eggenberger

Mathias Eggenberger (1971)

Mathias Eggenberger (getauft auf den Namen Matheus; * 17. März 1905 in Grabs, Kanton St. Gallen; † 6. Oktober 1975 in Goldach SG) war ein Schweizer Nationalrat, Ständerat und Regierungsrat des Kantons St. Gallen.

## Leben und Beruf
Zunächst arbeitete der spätere Magistrat Mathias Eggenberger als Primarlehrer in Niederuzwil SG. Dort vermählte er sich am 6. August 1930 mit Wilhelmina Näf. Aus der Ehe gingen fünf Kinder hervor, unter ihnen die im Jahr 1974 zur ersten ordentlichen Bundesrichterin der Schweiz gewählte Margrith Bigler-Eggenberger.
Früh schon hatte sich der einstige Bergbauernsohn der Sozialdemokratischen Partei angeschlossen, deren Anliegen er sein ganzes Leben lang auf allen Ebenen konsequent vertrat. Bald wurde er zum Gemeindepräsidenten von Henau-Uzwil SG gewählt, und von 1951 bis 1969 stand er als Regierungsrat dem damaligen Justiz- und Polizeidepartement vor.
In seinem Leben und Schaffen vertrat Eggenberger konsequent eine religiös-soziale Ethik. Er setzte sich speziell mit den gesellschaftlichen Auswirkungen der Suchtproblematik des Alkoholismus auseinander.
Er betätigte sich auch als Kantonsrichter und als Mitglied des Kirchenrates der Evangelisch-reformierten Kirche des Kantons St. Gallen.

## Politik
Von 1934 bis 1952 gehörte Eggenberger dem Kantonsrat an, im Jahr 1948/49 als dessen Präsident. Von 1947 bis 1971 war er Mitglied des Nationalrates, den er 1969/70 präsidierte, und von 1971 bis zu seinem Tod im Jahr 1975 war er Ständerat.

## Schriften
- Vom Standort des schweizerischen Sozialismus, Bern: Sekretariat der Sozialdemokratischen Partei der Schweiz 1951
- Alkoholismus, eine soziale Frage, Bern: Blaukreuzverlag 1956 (Volk und Alkohol; 3)
- Vom Marxismus zum freiheitlichen Sozialismus: Stimmen zur ethisch-religiösen Begründung des Sozialismus, St. Gallen: Buchdruckerei Volksstimme 1962
- Sozialpolitische Zukunftsaufgaben, aus der Sicht eines Sozialdemokraten, in: Reformatio 1965, Nr. 11, S. 719–725